# Dietrich VI. (Holland)
Dietrich VI. von Holland (auch Theoderich; * um 1110; † 6. August 1157) war der Sohn des Grafen Florenz II. des Dicken von Holland und Gertruds von Oberlothringen, auch bekannt als Gertrude von Elsass, von Sachsen oder als Petronilla von Holland, Tochter von Herzog Dietrich II. (Stiefneffe des Kaisers Lothar III.).

## Leben
Nach dem Tod des Vaters übernahm bis 1133 seine Mutter die Regentschaft im Namen des Minderjährigen. Die Grafschaft Holland lehnte sich an Frankreich an. Aufgrund dessen geriet er 1122/23 in die Missgunst von Heinrich V. Jedoch stärkte sich seine Position wieder, als der Sachsenherzog Lothar von Süpplinburg, der Halbbruder seiner Mutter, überraschend 1125 als Nachfolger Heinrichs V. zum römisch-deutschen König gewählt wurde. Dietrich VI. unterstützte 1127 den königlichen Kandidaten Dietrich von Lothringen im Flandern-Erbkrieg und bekriegte sogar jahrelang seinen jüngeren Bruder Florenz (Florenz der Schwarze, 1115–1133), der als Graf von Friesland Führer des Widerstandes gegen Holland wurde. Er verstärkte die Macht der holländischen Grafen und brachte nach jahrelangen Kriegen mit Bischof Andreas von Cuyk-Utrecht dieses Bistum vollständig unter holländischen Einfluss. Damit verstärkte er die Gegensätze zu Geldern, wo das Vogteirecht galt. Später gewann er die Hoheit über Cuyk und erhielt durch kaiserliche Schenkungen friesische Gebiete und das Münzrecht. Er starb in der Gegend von Utrecht.
Er heiratete vor 1137 Sophie, Erbin von Bentheim, Tochter Ottos I. von Salm, Graf von Rheineck (* um 1115; † 20./26. September 1176). Sie starb auf einer Pilgerreise ins Heilige Land.
Aus dieser Ehe gingen 7 Kinder hervor:
- Dietrich (* 1140; † 1151)
- Florens III. (Floris III.) (* um 1138; † 1. August 1190)
- Balduin, ab 1178 Bischof von Utrecht († 28. April 1196)
- Otto I., Graf von Bentheim († um 1208)
- Dietrich I., ab 1196 Bischof von Utrecht († 3. August 1197)